# Andrés de Soto
Andrés de Soto (Sahagún, España, 1552 o 1553) fue un predicador franciscano y escritor espiritual, confesor de la infanta Isabella Clara Eugenia.

## Biografía
Nació en Sahagún, España, en 1552 o 1553. Ingresó en la Orden Franciscana Recoleta a la edad de 20 años. En 1599 fue nombrado confesor de la Infanta Isabel y viajó a los Países Bajos españoles. Siguió siendo el confesor de la Infanta hasta su muerte, 26 años después.
En 1603 se le concedieron 3.000 libras de fondos estatales, para emplearlas en obras piadosas, y otras 713 libras para comprar una nueva ermita y renovar una ermita existente en Gante. En 1604 ayudó a restablecer el convento franciscano recoleto en Boetendael, que había sido gravemente dañado y abandonado en 1579. En 1616 ayudó a fundar el convento de las Anunciadas en Bruselas. En 1622, un año después de la muerte de su marido, el archiduque Alberto, Soto recibió la profesión de terciaria franciscana de Isabel.
Murió en Bruselas el 5 de abril de 1625.